# نجا شصية الثمار
نجا شصية الثمار (الاسم العلمي:Najas ancistrocarpa) هي نوع من النباتات تتبع جنس النجا من فصيلة الحب المائية.